# Ascocentrum
Genre
Ascocentrum  Schltr. ex  J.J.Sm. 1913, est un genre d'orchidées de la famille des Orchidaceae.
Selon la classification phylogénétique, il est classé dans :
- Sous-Famille Epidendroideae,
- Tribu Vandeae,
- Sous-Tribu Aeridinae.

Genre asiatique et des Philippines composé d"environ sept espèces compactes ressemblant aux Vanda. L'inflorescence est érigée et forme un cône de petites fleurs denses.
La plupart de ces plantes sont à cultiver en panier avec peu ou pas de substrat, dans une ambiance allant de tempéré à tempéré-chaud. Ce genre est souvent hybridé.